# NGC 3391
NGC 3391 est une galaxie spirale située dans la constellation du Lion. NGC 3391 a été découverte par l'astronome allemand Albert Marth en 1864.

## Caractéristiques
Sa vitesse par rapport au fond diffus cosmologique est de 3 300 ± 24 km/s, ce qui correspond à une distance de Hubble de 48,7 ± 3,4 Mpc (∼159 millions d'al).
NGC 3391 présente une large raie HI.

## Groupe de NGC 3367
NGC 3391 fait partie du groupe de NGC 3367. En plus de NGC 3367, ce groupe compte au moins deux autres galaxies : NGC 3419 et NGC 3419A. Abraham Mahtessian mentionne aussi ce groupe dans un article paru en 1998, mais NGC 3419A n'y figure pas.